# Vân Châu
Vân Châu (chữ Hán giản thể: 云州区, âm Hán Việt: Vân Châu khu) là một quận thuộc thành phố Đại Đồng, tỉnh Sơn Tây, Cộng hòa Nhân dân Trung Hoa kể từ ngày 09 tháng 2 năm 2018. Trước đó, nó là huyện Đại Đồng (chữ Hán giản thể: 大同县, âm Hán Việt: Đại Đồng huyện). Quận Vân Châu có diện tích 1501 km², dân số năm 2002 là 160.000 người. Được chia thành các đơn vị hành chính gồm 3 trấn, 7 hương.
- Trấn: Tây Bình, Châu Sỹ Trang, Bội Gia Tạo.
- Hương: Hứa Bảo, Qua Viên, Đảng Lưu, Đỗ Trang, Tụ Lạc Bảo, Phong Dục, Cát Gia Trang.